# USS Philippine Sea (CV-47)
O USS Philippine Sea (CV-47) é um porta-aviões da Marinha dos Estados Unidos, pertencente à Classe Ticonderoga.

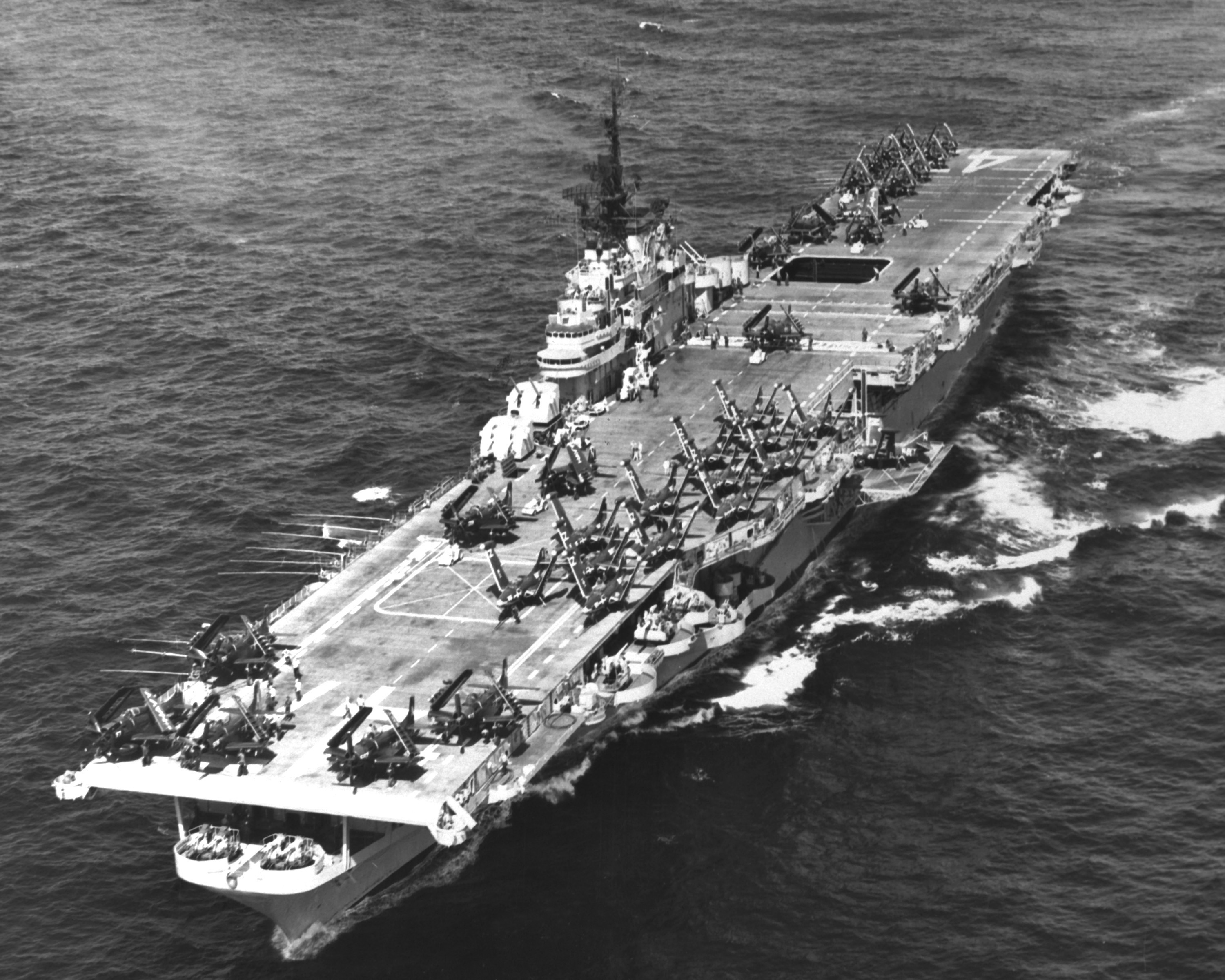
USS Philippine Sea (CV-47) 1953
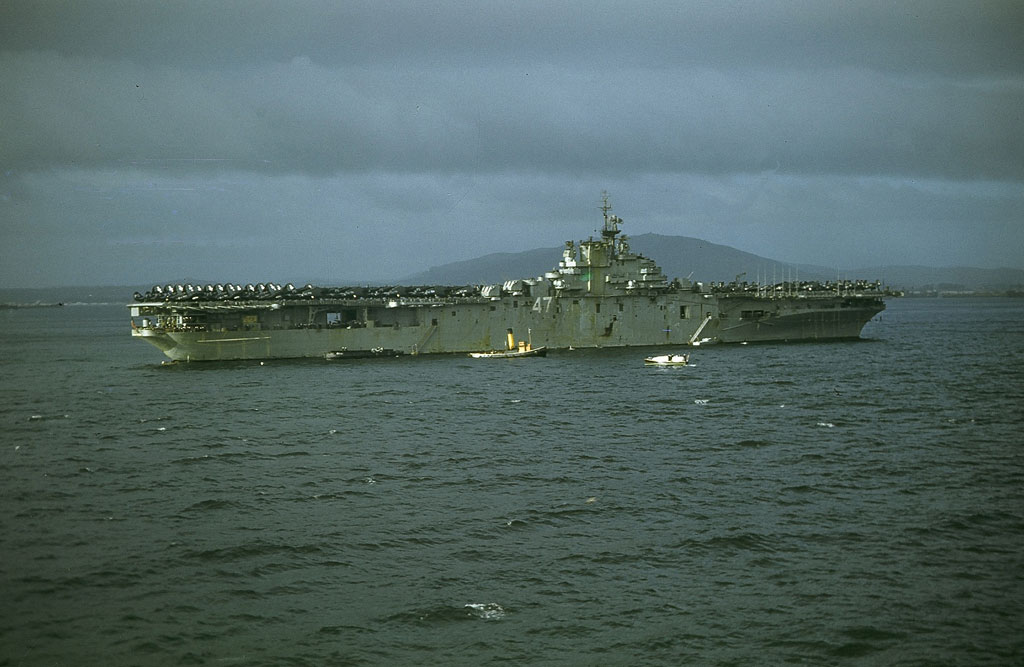
O Philippine Sea em Gibraltar c.fevereiro ou março de 1948.

## Honrarias e condecorações
|                                                                     |  |  |
| Silver star · Bronze star · Bronze star · Bronze star · Bronze star |  |  |
|                                                                     |  |  |

| World War II Victory Medal                   | Navy Occupation Service Medal                     | China Service Medal      |
| National Defense Service Medal               | Korean Service Medal com nove estrelas de batalha | Antarctica Service Medal |
| Republic of Korea Presidential Unit Citation | United Nations Korea Medal                        | Korean War Service Medal |